# Everardus Keunen
Everardus Keunen (Eindhoven, 28 november 1842 – aldaar, 25 oktober 1915) was een Nederlands ondernemer.
Hij werd geboren in Eindhoven als zoon van Henricus Keunen en Johanna Petronella Schutjes. Hij was gehuwd met Cornelia Maria van der Harten; uit dit huwelijk werden 5 zoons en 8 dochters geboren. De  Eindhovense fabrikantenfamilie Keunen kwam oorspronkelijk uit Bergeijk in de Noord-Brabantse Kempen en behoort tot het Nederland's Patriciaat.
Everardus Keunen groeide op in een ondernemend katholiek milieu. Omstreeks 1860 kwam hij in dienst bij de leerlooierij die door zijn vader in 1828 in Eindhoven was overgenomen. Met zijn  broers Johannes Henricus en Henricus Johannes Bernardus vormde hij de 2e generatie Keunen die leiding gaf aan dit snel expanderende bedrijf. In 1879 werd een stoommachine geplaatst en kwam de vennootschap Stoomlederfabriek Gebroeders Keunen tot stand. In 1889 ontstond een samenwerking met de industrieel H. Bertin uit Brussel die een nieuw procedé had ontwikkeld om sneller plantaardig te kunnen looien. Everardus Keunen en zijn broers brachten voor het patent van deze vinding en een nieuw machinepark fl. 70.000 (omgerekend naar 2014 circa 2 miljoen euro) aan contant kapitaal in. Rond 1900 telde de stoomlederfabriek circa 250 personeelsleden en was het een van de eerste looierijen die overging op chroomlederfabricage. Het Eindhovense leder werd in grote hoeveelheden geëxporteerd, met name naar schoenfabrieken in Engeland, Zuid-Afrika en Nieuw-Zeeland.
Zijn belangrijkste ondernemersactiviteit bracht Everardus Keunen tot stand door met zijn zwager Christianus Henricus Franciscus Mennen in 1869 in Eindhoven een lucifersfabriek op te richten. In het zuiden waren veel ongeschoolde arbeiders en er was goedkope populierenteelt voor de klompenindustrie. Mennen & Keunen maakten hiervan gebruik voor het produceren van lucifers (“vuurstekskes”). Na met veel moeite de hinderwetvergunningen voor brandgevaar en watervervuiling te hebben gekregen maakte de lucifersfabriek een stormachtige groei door. Al in 1875 werd een 2e fabriek geopend en in 1884 werd de enkele jaren daarvoor opgerichte Eindhovense concurrent Vissers & Langemeijer overgenomen. Alle bedrijfsactiviteiten werden ondergebracht in de N.V. Koninklijke Fabrieken voor Onschadelijke en Vonkvrije Lucifers Mennen & Keunen. In 1885 werd een dochteronderneming geopend in het Franse Pont-à-Mousson. Door een fusie in 1888 met lucifersfabrieken uit Deventer, Apeldoorn en Amersfoort ontstond een nieuw bedrijf, de Vereenigde Nederlandsche Lucifersfabrieken. Na enkele jaren werd de productie van deze bedrijven overgeplaatst naar Eindhoven; er waren toen meer dan 1200 personeelsleden in dienst. Eindhovense lucifers werden geëxporteerd naar Afrika, Australië, China, Japan, Nederlands-Indië en Zuid-Amerika. De bedrijven van de familie Keunen gaven in het laatste kwart van de 19e eeuw, de periode voor de komst van Philips in 1891, veel werkgelegenheid in Eindhoven en omstreken.
In 1903 was Everardus Keunen medeoprichter van de N.V. Grondmaatschappij Eindhoven waarin hij de opgebouwde reserves van zijn ondernemingen onderbracht en waaruit in samenwerking met de familie Philips de ontwikkeling van het Villapark in Eindhoven tot stand kwam. In 1908 werd hij voorzitter van de Kamer van Koophandel en in 1912 werden hij en Anton Philips uit Eindhoven opgenomen in het biografisch album van vooraanstaande Nederlandse ondernemers van André Dousset. Omdat Keunen behoorde tot de hoogstaangeslagenen voor ’s Rijks belastingen in Noord-Brabant was hij vanaf 1890 verkiesbaar voor de Eerste Kamer der Staten-Generaal. Voor zijn verdiensten als grootindustrieel, met name voor zijn vernieuwing van het economisch klimaat in Eindhoven, werd hij geridderd in de Orde van Oranje-Nassau. Na zijn overlijden werd de door hem gebouwde villa aan de Willemstraat door de gemeente Eindhoven aangekocht als ambtswoning voor de burgemeester.